# Липники (Словаччина)
Липники (словац. Lipníky) — село, громада в окрузі Пряшів, Пряшівський край, північно-східна Словаччина.
Розташоване на південно—західній межі Бескидського передгір'я. Село виникло з'єднанням трьох поселень: Липники, Талька та Подграбина.
Перша згадка 1990 року.

## Пам'ятки
У селі є римо—католицький костел з 1989 року.

## Населення
| Рік:            | 1993 | 2003    | 2013    | 2023     |
| --------------- | ---- | ------- | ------- | -------- |
| Кількість осіб: | 420  | 451     | 479     | 571      |
| Різниця:        |      | +7,38 % | +6,20 % | +19,20 % |

| Рік:            | 2022 | 2023    |
| --------------- | ---- | ------- |
| Кількість осіб: | 561  | 571     |
| Різниця:        |      | +1,78 % |

У селі проживає 489 осіб.

## Географія
Протікає річка Ладянка.